# CSKA Moscou (handball féminin)
Ne pas confondre avec les sections handball masculines du CSKA : l'ancienne devenu Medvedi Tchekhov en 2001 ou l'actuelle nommée Spartak avant 2020.
Dernière mise à jour : 24 octobre 2024.
Le CSKA Moscou est un club féminin de handball basé à Moscou en Russie et fondé en 2019. 

## Historique
Soutenu par la Fédération russe de handball et par l'armée (CSKA signifie « Club sportif central de l'Armée »), le club intègre dès sa création le championnat de Russie. Grâce à un recrutement important, le club parvient à terminer troisième du Championnat de Russie 2019/2020 derrière le Rostov-Don et le Lada Togliatti puis est retenu par l'EHF pour participer à la Ligue des champions 2020-2021.
Lors de cette saison 2020-2021, le club remporte son premier Championnat de Russie et atteint les demi-finales de la Ligue des champions.
Mais l'invasion de l'Ukraine par la Russie en février 2022 conduit à des sanctions contre le handball russe et met un terme aux ambitions internationales du club.

## Palmarès
Compétitions internationales
- Quatrième de la Ligue des champions 2020-2021.

Compétitions nationales
- Championnat de Russie
  - Vainqueur (3) : 2021 (en), 2023, 2024
  - Finaliste (1) : 2022
- Coupe de Russie
  - Vainqueur (3) : 2022, 2023, 2024
  - Finaliste (1) : 2020
- Supercoupe de Russie (en)
  - Vainqueur (3) : 2022, 2023, 2024
  - Finaliste (2) : 2020, 2021

## Personnalités liées au club

### Joueuses
Parmi les joueuses du club, on trouve :
- Victoria Jilinskaïté : de 2019 à 2020
- Iana Jilinskaïté : de 2019 à 2020
- Olga Gorchenina : de 2019 à 2021
- Marina Soudakova : de 2020 à 2022
- Polina Vedekhina : de 2019 à 2022
- Anna Sedoïkina : de 2020 à 2022
- Valeria Maslova : de 2022
- Chana Masson de Souza : de 2019 à 2021
- Sabina Jacobsen : de 2019 à 2021
- Kathrine Heindahl : de 2020 à 03/2022
- Ana Gros : de 2021 à 03/2022
- Dragana Cvijić : de 12/2021 à 2022
- Daria Dmitrieva : de 2019 à 2022
- Polina Gorchkova : de 2019 à 2024
- Ekaterina Ilina : depuis 2019
- Elena Mikhaïlitchenko : depuis 2020
- Antonina Skorobogatchenko : depuis 2020

### Staff
Parmi les entraîneurs et entraîneuses du club, on trouve :
- Jan Leslie : de 2019 à 2021
- Olga Akopian en 2021 (intérim)
- Florentin Pera : de 2021 à 2022
- Olga Akopian : de 2022 à 2024
- Oleg Koulechov : depuis 2024